# Deaflympics d'hiver de 2007
Les Deaflympics d'hiver de 2007, officiellement appelés les 16e Deaflympics d'hiver, ont lieu du 3 février au 10 février 2007 à Salt Lake City aux États-Unis. Les Jeux rassemblent 298 athlètes de 23 pays. Ils comprennent trois sports et cinq disciplines qui regroupent vingt-sept épreuves officielles, soit quatre épreuves de plus qu'en 2003. L'équipe de Russie remporte le Deaflympics d'hiver de 2007.

## Sport

### Sports individuels
- Ski Descente
- Ski de fond
- Ski slalom
- Ski slalom géant
- Snowboard

### Sports en équipe
- Curling
- Ski de fond Relais
- Hockey sur glace

## Pays participants
- Allemagne
- Australie
- Autriche
- Canada
- Chine
- Croatie
- Finlande
- États-Unis
- France
- Italie
- Japon
- Lituanie
- Pakistan
- Pays-Bas
- Pologne
- République tchèque
- Suède
- Suisse
- Slovaquie
- Slovénie
- Russie
- Turquie
- Ukraine

## Compétition

### Tableau des médailles
- Pays organisateur (États-Unis)

| Rang   | Nation             | Or | Argent | Bronze | Total |
| ------ | ------------------ | -- | ------ | ------ | ----- |
| 1      | Russie             | 9  | 5      | 4      | 18    |
| 2      | République tchèque | 4  | 3      | 2      | 9     |
| 3      | États-Unis         | 3  | 5      | 5      | 15    |
| 4      | Canada             | 3  | 1      | 0      | 4     |
| 5      | Japon              | 3  | 0      | 1      | 4     |
| 6      | Allemagne          | 2  | 1      | 0      | 3     |
| 7      | Suisse             | 1  | 4      | 2      | 7     |
| 8      | Autriche           | 1  | 1      | 2      | 4     |
| 9      | Finlande           | 1  | 1      | 1      | 3     |
| 10     | Ukraine            | 0  | 4      | 3      | 7     |
| 11     | Italie             | 0  | 1      | 2      | 3     |
| 12     | Slovaquie          | 0  | 1      | 1      | 3     |
| 13     | Chine              | 0  | 0      | 1      | 1     |
| 13     | Croatie            | 0  | 0      | 1      | 1     |
| 13     | Turquie            | 0  | 0      | 1      | 1     |
| 13     | Suède              | 0  | 0      | 1      | 1     |
| 17     | Australie          | 0  | 0      | 0      | 0     |
| 17     | France             | 0  | 0      | 0      | 0     |
| 17     | Lituanie           | 0  | 0      | 0      | 0     |
| 17     | Pakistan           | 0  | 0      | 0      | 0     |
| 17     | Pays-Bas           | 0  | 0      | 0      | 0     |
| 17     | Pologne            | 0  | 0      | 0      | 0     |
| 17     | Slovénie           | 0  | 0      | 0      | 0     |
| Total: | Total:             | 27 | 27     | 27     | 81    |

### La France aux Deaflympics
Il s'agit de sa 13e participation aux Deaflympics d'hiver. Le skieur David Pelletier fut le seul athlète à représenter la France, sans remporter de médaille.
Les skieurs français ont remporté une médaille d'or, une médaille d'argent et trois médailles de bronze.